# Nita
Nita właśc. Anita Dudczak – polska piosenkarka, kompozytorka i autorka tekstów.

## Życiorys
Pochodzi z miejscowości Czyrna.
Ukończyła studia w Akademii Muzycznej w Katowicach, na wydziale Jazzu i Muzyki Rozrywkowej.
Jej debiutancki album zatytułowany „Nitki” ukazał się 25 sierpnia 2023.
Wystąpiła podczas trasy Męskie Granie 2023 na Scenie Ż.
W 2024 z piosenką "Thunder", wzięła udział w polskich preselekcjach do 68. Konkursu Piosenki Eurowizji w Malmö. Ostatecznie zajęła 6. miejsce, zdobywając 19 punktów od jury.

## Dyskografia

### Albumy studyjne
| Rok  | Dane dot. albumu                                                                   | Pozycje na liście | Pozycje na liście |
| Rok  | Dane dot. albumu                                                                   | OLiS              | OLiS fiz          |
| ---- | ---------------------------------------------------------------------------------- | ----------------- | ----------------- |
| 2023 | Nitki - Wydany: 25 sierpnia 2023 - Wytwórnia: Kayax - Format: CD, digital download | 27                | 9                 |

### Single
| Rok  | Tytuł                 | Album |
| ---- | --------------------- | ----- |
| 2022 | "Póki co"             | Nitki |
| 2023 | "Wars"                | Nitki |
| 2023 | "Jak to może tak być" | Nitki |
| 2023 | "Zimna wojna"         | Nitki |
| 2023 | "Gejsza"              | Nitki |
| 2023 | "Specjaliści"         | Nitki |
| 2023 | "Ex"                  | Nitki |
| 2024 | "Thunder"             | –     |
| 2024 | "Hey"                 | –     |
| 2024 | "Danse Macabre"       | –     |

### Trasy koncertowe
- trasa po Nitkach (2023)

## Nagrody i nominacje
| Rok  | Konkurs                     | Kategoria                                | Tytułem | Wynik   |
| ---- | --------------------------- | ---------------------------------------- | ------- | ------- |
| 2024 | Polish Businesswoman Awards | Charyzmatyczna osobowość sceny muzycznej | Nita    | Wygrana |